# Saint Martin (Guernsey)
Saint Martin's (Guernésiais e em Francês Saint Martin; historicamente Saint-Martin-de-la-Bellouse) é uma paróquia de Guernsey das Ilhas do Canal.
O antigo apelido em Guernésiais para os moradores de Saint Martin era dravans.